# Aprimira
Aprimira (Prunus×'Aprimira') je ovocný strom, kříženec druhů meruňka a mirabelka z čeledi růžovitých. Je tolerantní k šarce.

## Původ
Byla vypěstována v Německu v Forshungsanstalt Gesenheim v roce 1994 zkřížením odrůd mirabelky ‘Mirabelle von Herrenhausen‘ a meruňky ‘Orangered' ('Bhart').

## Vlastnosti
Růst střední až slabý, koruna je kompaktní. Plodnost odrůdy bývá raná, plodí brzy po výsadbě, úroda bývá vysoká. Odrůda je však cizosprašná. Kvete na jednoletém a víceletém obrostu. Zralost nastává v polovině srpna.

## Plod
Spíše kulatý, souměrný, středně velký, 30–40 mm. Slupka žlutá. Dužnina oranžová, má intenzívní meruňkovou sladkou chuť. Jde dobře od pecky.

## Choroby a škůdci
Tolerantní k šarce, není náchylná k monilióze ani k rzivosti.